# Občina Mengeš
Občina Mengeš je ena od občin v Republiki Sloveniji. Sedež je v Mengšu.
V Mengšu se je rodil Janez Trdina.

## Naselja v občini
Dobeno, Loka pri Mengšu, Mengeš, Topole.